# Згорня Луша
Згорня Луша (словен. Zgornja Luša) — поселення в общині Шкофя Лока, Горенський регіон, Словенія. Висота над рівнем моря: 461 м.